# Kyong Wonha
Kyong Wonha (o Kyong Won-ha) es un científico nuclear considerado el padre en el desarrollo del programa nuclear de Corea del Norte.
Según un informe publicado en el tabloide australiano Weekly Australian, Kyong Wonha abandonó Corea del Norte en 2002 con la ayuda de funcionarios españoles.